# Budapest Honvéd (handball)
La section handball du Budapest Honvéd est un club de handball situé à Budapest en Hongrie.

## Palmarès
Compétitions internationales
- Coupe des clubs champions
  - Vainqueur (1) : 1982
  - Finaliste : 1966

Compétitions nationales
- Championnat de Hongrie
  - Vainqueur (14) : 1952, 1963, 1964, 1965, 1966, 1967, 1968, 1972, 1976, 1977, 1980, 1981, 1982, 1983
  - Deuxième (7) : 1959, 1962, 1969, 1970, 1971, 1975, 1984
- Coupe de Hongrie
  - Vainqueur (6) :  1952, 1964, 1967, 1968, 1971, 1972, 1983-B[2]
  - Finaliste (4) : 1971, 1980, 1985, 1990

## Personnalités liées au club
- László Kovács, joueur dans les années 1960
- Péter Kovács, joueur de 1970 (formé au club) à 1984
- Lajos Mocsai, entraineur de 1983 à 1985